# Cheops skepp
Cheops skepp, även känt som Solskeppet, är ett intakt fartyg från det forntida Egypten som förseglats i ett hålrum i pyramidkomplexet vid foten av Cheopspyramiden omkring 2500 f.Kr. Skeppet är med stor sannolikhet byggt för Cheops, den fjärde faraon i Egyptens fjärde dynasti av det Gamla riket i Egypten.
Det är ett av de äldsta, största och mest välbevarade fartygen i historien. Det är 43,6 m långt och 5,9 m brett och beskrivs som ett "mästerverk av träarbeten" som skulle kunna fungera än idag om det sattes i vatten.  Fartyget var troligen inte byggt för segling (ingen rigg) eller paddling (ingen plats). Fartyget hittades vid en arkeologisk utgrävning 1954.